# Fernando Vellosillo Barrio
Fernando Vellosillo Barrio (falecido a 18 de fevereiro de 1587) foi um prelado católico romano que serviu como bispo de Lugo (1567–1587).

## Biografia
No dia 13 de janeiro de 1567, Fernando Vellosillo Barrio foi nomeado durante o papado de Pio V como Bispo de Lugo. Serviu como Bispo de Lugo até à sua morte a 18 de fevereiro de 1587. Enquanto bispo, foi o principal co-consagrador de Juan de Sanclemente Torquemada, Bispo de Ourense (1579).